# From the Manger to the Cross
From the Manger to the Cross (ook wel bekend als Jezus of Nazareth) is een Amerikaanse stomme film uit 1912 onder regie van Sidney Olcott. De film is gebaseerd op het leven van Jezus Christus en opgenomen in het toenmalige Palestina (tegenwoordig Israël). De film was een groot succes. Ted Turner, de oprichter van TCM, noemt het de belangrijkste stomme film over het leven van Jezus en de film werd in 1998 opgenomen in het National Film Registry.

## Rolverdeling
| Acteur                 | Personage         |
| ---------------------- | ----------------- |
| Robert Henderson-Bland | Jezus             |
| Percy Dyer             | Jezus als kind    |
| Gene Gauntier          | Maria             |
| Alice Hollister        | Maria Magdalena   |
| Samuel Morgan          | Pontius Pilatus   |
| James D. Ainsley       | Johannes de Doper |
| Robert G. Vignola      | Judas Iskariot    |
| George Kellog          | Herodes Antipas   |
| Sidney Olcott          | De blinde man     |